# حب الثلج الرخو
حب الثلج الرخو (الاسم العلمي:Symphoricarpos mollis) هو نوع من النباتات يتبع جنس حب الثلج من الفصيلة المعزية الورق.